# Iati
Iati est une municipalité brésilienne située dans l'État du Pernambouc.